# باغ سعادت‌آباد (قزوین)
باغ سعادت‌آباد مربوط به دوره صفوی-دوره قاجار است و در قزوین، مابین خیابان حلال احمر و پیغمبریه، سبزه میدان و خیابان سپه واقع شده و این اثر در تاریخ ۲۷ اسفند ۱۳۸۶ با شمارهٔ ثبت ۲۲۶۸۰ به‌عنوان یکی از آثار ملی ایران به ثبت رسیده‌است.